# 1575年哲學
1575年哲學事件 

## 出生
- 日期未知 熊三拔：與徐光啟和利瑪竇的翻譯歐幾里德的作品，帶入西方思想到中國。
- 4月24日 - 雅各布·波墨德國神秘主義和神學家[1]，強調「善惡論」[2]死於1624年。